# Magnetòfon de bobina oberta

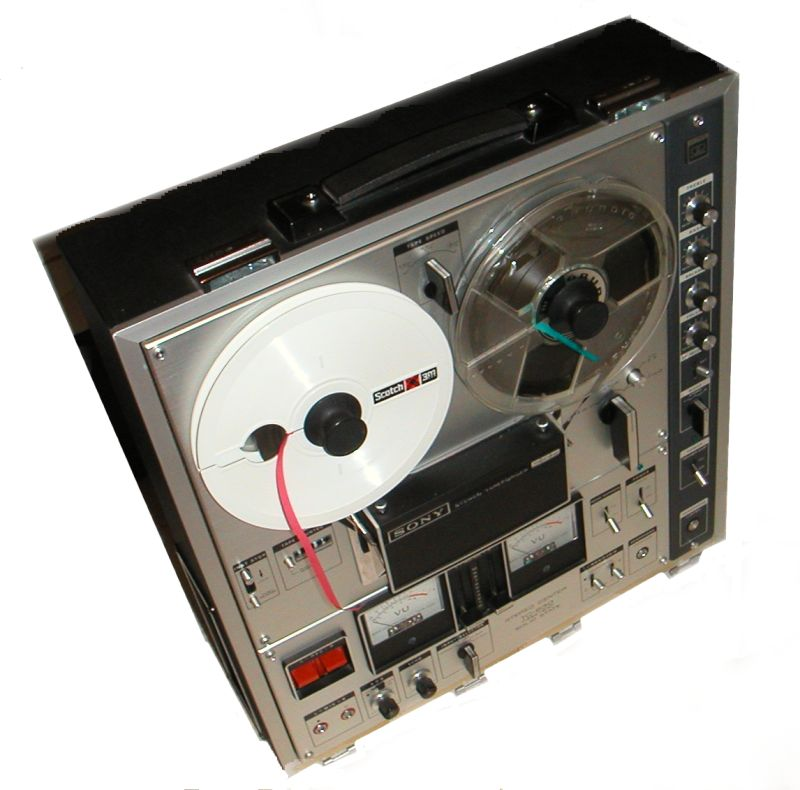
Gravador de bobina oberta de Sony.

El magnetòfon de bobina oberta o magnetòfon de bobina obert (també anomenat magnetòfon) és un tipus de magnetòfon i com a tal permet l'enregistrament i reproducció de sons, sobre suport de cinta magnètica. Utilitzat per al registre del so, el magnetòfon de bobina oberta correspon a un sistema de gravació magnètica, ja sigui analògica o bé digital.

## Història

### El magnetòfon de filferro

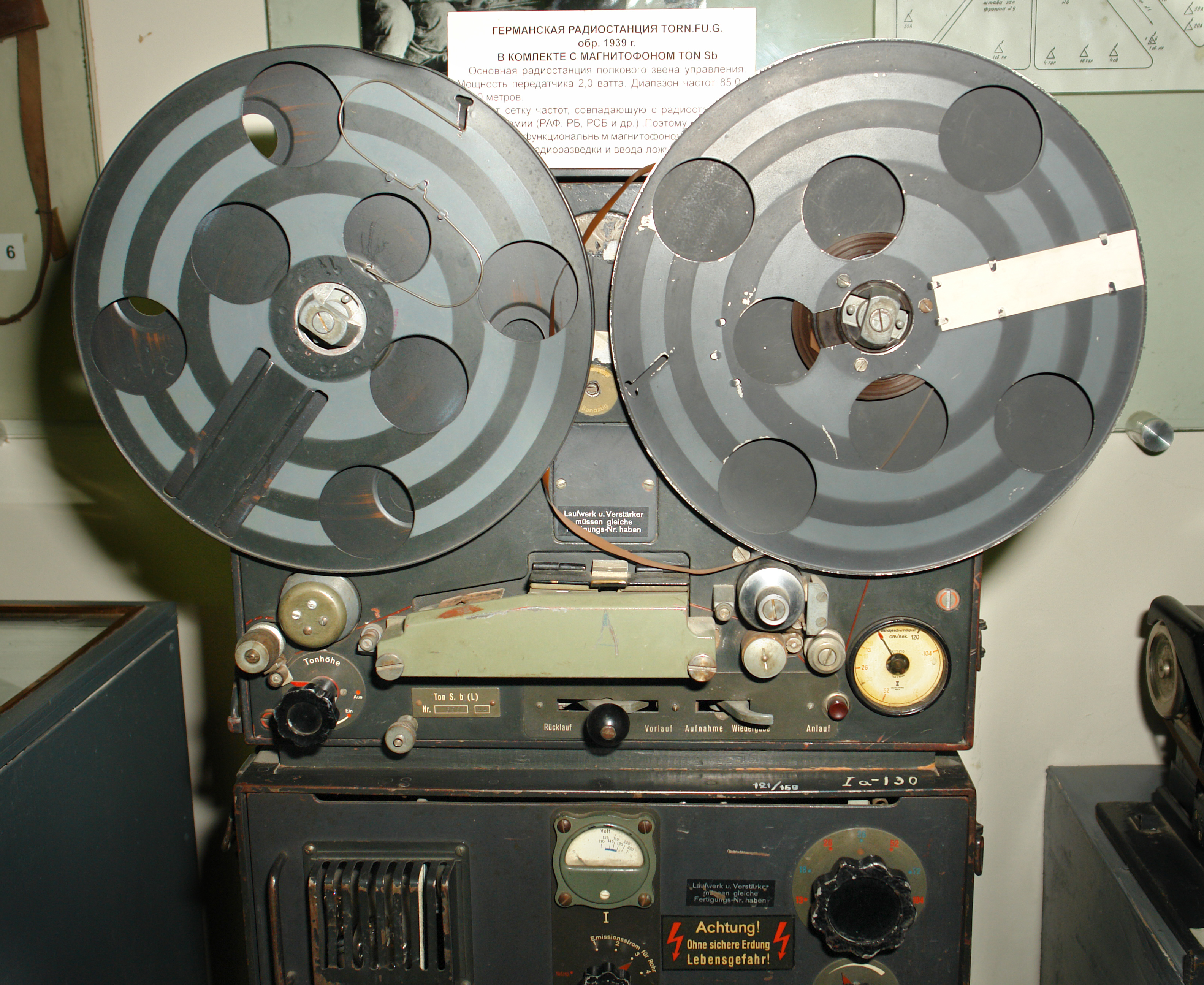
Gravador de cinta alemany.

Per explicar a la història del magnetòfon de bobina oberta cal remuntar-se als començaments del registre magnètic, que es va començar a desenvolupar just en l'època en què Thomas Edison va patentar el fonògraf. L'any 1878, el sistema de gravació magnètic ja s'estava gestant, gràcies al fet que Oberlin Smith havia començat a gravar converses de telèfon en una corda de piano. Aquest projecte va quedar estancat, perqué la tecnologia electrònica encara no estava prou desenvolupada per poder amplificar els febles corrents que produïa el camp magnètic gravat.

### El telegráfon

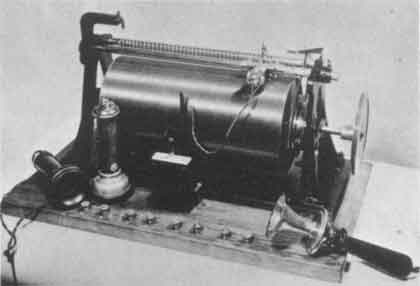
El telegráfon, va ser inventat per Oberlin Smith i perfeccionat per Valdemar Poulsen.

No obstant això Smith va seguir experimentant amb un artefacte semblant al fonògraf, anomenat telegráfon, Smith va publicar el 1888 un article relacionat amb això a la revista"El món electrònic", titulat: -Algunes possibles aplicacions del fonògraf. Projecte per a utilitzar bandes de tela que continguin llimadures de hierro-(amb això s'estava referint a la investigació del magnetòfon de filferro), en la revista va publicar una idea semblant a la de gravar so en filferro, era la de gravar el so per un filferro enrotllat en un cilindre amb un electroimant, el qual estava connectat a un micròfon de carbó amb una bateria, tot aquest conjunt estava en un circuit en sèrie.

### Els començaments amb cinta
A principis de la dècada de 1930, AEG (Allgemeine Elektrizitatsgesellschaft), multinacional elèctrica alemanya, va comprar els drets de patent de Fritz Pfleumer. No obstant això, el 1936 la cort nacional alemanya els va declarar nuls, ja que la idea de Pfleumer de cobrir la cinta de paper amb pols de ferro estava ja coberta en les patents originals de Valdemar Poulsen (1898 i 1899).
el 1932, AEG realitza els primers assaigs per a la construcció de gravadores de cinta magnètica. AEG comercialitza els primers magnetòfons de filferro d'acer el 1933. AEG va rebutjar les cintes de paper recobertes d'òxid de metall perquè es deterioraven amb gran rapidesa, per això, es va associar amb la firma química alemanya IG Fabenindustrie (IGFarben) filial de la multinacional química alemanya BASF (Badische Anilina Und soda Fabrik, pel seu nom en alemany) per desenvolupar una cinta convenient. Es tractava d'una cinta flexible d'acetat de cel·lulosa (material portador) coberta amb una pintura (laca) d'òxid fèrric (Fe  3  O  4 ). Aquestes cintes plàstiques eren molt més lleugeres que les anteriors de metall sòlid, el que va permetre que es fabriquessin magnetòfons més petits i menys costosos. BASF, el 1934, ja havia produït 50.000 metres de la nova cinta magnètica.
el 1935, AEG exhibeix el model de magnetòfon K-1 i BASF, les cintes magnètiques per a aquest, en l'Exposició Radiotécnica de Berlín. El magnetòfon K-1 era el primer model a substituir el filferro d'acer per la cinta d'acetat de cel·lulosa.
el 1936, BASF fa el primer enregistrament públic que usava el Magnetòfon AEG sobre cinta magnètica d'un concert durant una visita a Alemanya de l'Orquestra Filharmònica de Londres. La gravació va tenir lloc al mateix saló de concerts de l'empresa BASF a Ludwigshaven, el 19 de novembre el de 1936. Sir Thomas Beecham dirigia a l'orquestra que interpretava temes de Mozart.
A finals de 1930, els magnetòfons s' empraven en emissores alemanyes de ràdio per gravar amb antelació els seus programes i evitar els errors de la transmissió en directe, anticipant-se a la tendència actual de la transmissió diferida de programes. L'aparició del magnetòfon va suposar una autèntica revolució tècnica en l'àmbit de la radiodifusió, ja que permetia, a més de la captació dels sons, la seva immediata reproducció.
El partit Nazi va utilitzar el magnetòfon i la xarxa d'emissores radiofòniques alemanyes com a mitjà tècnic per difondre els seus missatges propagandístics i els discursos de Hitler.
El 1940, H. J. von Braunmuhl i W. Weber van introduir la pre-magnetització d'alta freqüència, que va permetre una notable millora en el so de les gravacions magnètiques, aconseguint que el so gravat en les cintes magnetofòniques donés molta més qualitat que les gravacions fonogràfiques.
el 1942, Helmut Kruger va realitzar els primers enregistraments de cinta magnètiques estereofónicas (de dos canals), per a la ràdio alemanya a Berlín.
Amb el temps, els enginyers dels estudis d'àudio havien descobert la manera de tallar i empalmar la cinta (és a dir, d'editar). De forma pràctica, això significava que si, per exemple, durant un enregistrament un músic s'equivocava, hi havia la possibilitat d'eliminar aquest error i introduir la correcció adequada, sense haver de repetir la totalitat de la gravació.
Entre 1939 i 1943, les vendes de Magnetòfons van arribar a les 379 unitats, xifra que gairebé es va triplicar en el període 1943-1944, quan es van assolir les 937 unitats venudes.
Després de la Segona Guerra Mundial, el 1945, quan els aliats van ocupar Alemanya, sorpresos per la gran qualitat tècnica dels magnetòfons, van enviar unes quantes unitats als Estats Units, Gran Bretanya i França; perquè fossin estudiats i copiats.
Entre aquests enginyers aliats hi havia el major John T. Mullin (conegut com a Jack Mullin) de l'Army Signal Corps, que va prendre dues Magnetòfons i diverses cintes realitzades per la divisió de BASF de Farben i les va enviar al seu San Francisco natal.
De tornada a casa després de la guerra, el maig de 1946, Mullin va presentar la seva versió de magnetòfon, el primer magnetòfon estèreo.
Els primers magnetòfons d'aficionats van aparèixer el 1950 i eren de bobina de cinta oberta. El model comercial de magnetòfon més difós fou el cèlebre Revox. També farien la seva aparició, els magnetòfons per a estudis discogràfics, mitjançant els quals s'eliminava el procés de gravació directa d'àudio sobre discs mestres fets de cera rígida o d'alumini amb cobertura de laca negra. Aquest procés, va assegurar una millor qualitat sonora, com ho demostren el rendiment de materials d'àudio d'aquesta època en suports digitals.

### El magnetòfon multipista
El primer magnetòfon multipista va aparèixer al començament de la dècada de 1960. The Beatles van utilitzar un dels primers magnetòfons de quatre pistes per editar el seu discSgt Pepper's Lonely Hearts Club Band. El disc, que va ser un èxit aclaparador, va servir de "aparador publicitari", i molts altres artistes van voler que els seus discos fossin editats amb aquest tipus de sistema.
Fins a la introducció de la tecnologia digital, els magnetòfons s'usaven com a mitjà d'editar el so i no veure's abocats a la gravació directa. Estudis de So, Emissores de Ràdio i tota la indústria relacionada amb el so tenien entre el seu equipament un o més magnetòfons.
Aquest sistema de gravació multipista se segueix utilitzant, però no com ho hem descrit, sinó amb intervenció ineludible de la informàtica. S'eliminen els passos intermedis, ja que tots els nivells de barreja són gestionats a través de programari MIDI i el so es pren directament de les fonts, a través de les connexions MIDI.

## Motors
Tots els magnetòfons arrosseguen la seva cinta a una velocitat constant per poder gravar o reproduir, per a tal fi disposen d'un conjunt de motors.
Els primers magnetòfons i també els primers videocassets domèstics comptaven amb un únic motor de corrent altern síncron, tipus gàbia d'esquirol, que se sincronitzava amb la freqüència de la xarxa elèctrica de corrent altern, que és generalment molt estable, l'acoblament amb l'eix de l'argue, que és l'encarregat d'arrossegar la cinta a una velocitat constant, es feia mitjançant una corretja "belt drive".
Però aquest acord complicava el disseny del mecanisme d'arrossegament, de manera que va ser substituït per un motor de corrent continu comandat des d'un servo control per a l'argue i un altre motor de corrent continu que es feia servir per enrotllar la cinta en el rodet de presa o per avança i rebobinar ràpidament.
Finalment es van incloure tres motors: un per a l'argue, un per al rodet de presa i un altre pel rodet de subministrament.
Els magnetòfons professionals compten amb tres motors: 
- Avanç ràpid.
- Rebobinatge ràpid.
- Capstan o motor de velocitat.

La velocitat de la cinta en els magnetòfons normals és única, però en els models més sofisticats es pot seleccionar entre 3 o 4 velocitats.

## Velocitats d'enregistrament/reproducció
Les velocitats d'arrossegament usades pels magnetòfons professionals són de 3 ¾, 7 ½, 15 i 30 polzades per segon. La velocitat més habitual, l'estàndard, és la de 7 ½ polzades/segon.
A major velocitat d'arrossegament, més qualitat.
La velocitat d'arrossegament és clau perquè té una resposta en freqüència equivalent. Per tant, a major velocitat, rang més ampli de resposta en freqüència.
| A polzada s/segon      | 3 ¾             | 7 ½             | 15              |
| En centímetres/segon   | 9,5             | 19              | 38              |
| Resposta en freqüència | 30 Hz - 14 kHz. | 30 Hz - 18 kHz. | 30 Hz - 22 kHz. |

Hi ha un potenciòmetre que permet modificar la velocitat -33% i+55% de qualsevol de les quatre velocitats. Són petites variacions no perceptibles a l'orella, que s'utilitzen, principalment, per adaptar les velocitats de gravació entre dues emissores. Els retards de línia i altres factors queden així corregits.

## Funcionament
Un magnetòfon analògic grava i reprodueix so estereofònic, és a dir dos o quatre canals poden ser processats simultàniament, cada canal se sotmet al procés que correspon.

### Enregistrament
El senyal d'entrada de línia pot tenir entre 150 i 775 mV, mentre el senyal d'un micròfon dinàmic té entre 1 i 10 mV, de manera que els senyals a gravar tenen grans diferències de nivell, sigui quin sigui el senyal seleccionat, i el seu nivell ha de ser regulat a un nivell particular, ja que si és més petit, es malgasten les característiques de l'equip, i si és més gran es produeix distorsió per saturació, per evitar-s'ajusta manualment el nivell amb l'ajut dels "panell maters" al voltant dels 0 (zero) decibels (dB) amb eventuals pics de 3 dB, els pics, en aparèixer, poden saturar la cinta, normalment s'indiquen amb el centelleig d'una llum indicador i són, en alguns models, limitats o retallats suaument per no distorsionar abruptament.
A aquest senyal d'àudio regulat i limitat és la codificació amb algun mitjà de reducció de soroll com l'èmfasi dinàmic (variable i dependent) tipus Dolby (R) NR (noise reduction).
El procés de gravació no té una resposta en freqüència plana, així que ha de ser equalitzada, en aquest cas s'aplica reforç als greus més profunds i un fort èmfasi als aguts prop del final de la banda útil, aquest senyal es barreja amb un to de 80 a 160 kHz (portadora polaritzadora) amb una magnitud que depèn de les propietats magnètiques de la cinta.
Aquest senyal s'envia al capçal gravador perquè registri el so en la part magnètica de la cinta.

### Reproducció
El senyal elèctric que surt del capçal lector és molt petit, entre 330 mV i 2 mV, de manera que s'empra un preamplificador de molt baix soroll, el procés de reproducció no té una resposta en freqüència plana, així que és reecualizado, en aquest cas s'aplica un fort reforç dels baixos; aquest senyal està contaminat de soroll subsònic i soroll ultrasònic, raó per la qual es filtra amb una passa banda.
Després es descodifica el mètode de reducció de soroll, com ara l'atenuació dinàmica dels aguts (amb el sistema Dolby S, s'atenuen dinàmicament els baixos també) i finalment s'envia els terminals de sortida per a ser connectat a un amplificador.
És important, en ambdós casos, enregistrament i reproducció, fer passar la cinta davant del capçal a una distància mínima, perquè en cas contrari es perd el senyal, a més d'arrossegar la cinta a una velocitat constant.

## Tipus de magnetòfons de bobina oberta
Existeixen 4 tipus de magnetòfons de bobina oberta (o rodet obert) atenent a la configuració de les seves pistes: 
* Magnetòfon Mono: 1 sola pista en l'estàndard d'ample de cinta de ¼ polzada. Graven el senyal sobre tot l'ample de la cinta.
* Magnetòfon estèreo professional: 2 pistes en l'estàndard d'ample de cinta de ¼ polzada.
Cadascuna de les pistes ocupa aproximadament la meitat de la cinta. Per aquest motiu, també és conegut com a format mitja pista.
* Magnetòfon de 2 pistes: La cinta es divideix en 4 pistes, de manera que també es coneix com a format quatre pistes. En reduir l'ample de la cinta (han de cabre 4 pistes on abans només hi havia dues) augmenta la distorsió i empitjora la relació senyal/soroll.
Aquest format dues pistes el que intenta és reproduir les dues cares d'una cinta de casset. Per això, la primera vegada que la cinta es grava, el so queda registrat a la pista 1 i 3. Quan tornem a gravar la cinta (per a gravar el que seria la cara B, que aquí no és tal cara B sinó les dues pistes restants), el so queda registrat a les pistes 2 i 4. Entre els tècnics es coneixia també aquesta segona gravació com "l'altra cara". A més, com hi ha menys superfície de contacte entre el capçal i la cinta poden donar-se pèrdues momentànies de senyal (drop out). Tots aquests inconvenient condemnar al magnetòfon dues pistes a l'àmbit domèstic.
Per això, va ser necessari desenvolupar formats de dues pistes millorats que atenguessin aquestes necessitats específiques i, oferissin la qualitat necessària per estar destinats al camp professional.
En certes ocasions, es necessita sentir una determinada gravació al mateix temps que es realitza una altra. Posem el cas de la música (s'ha gravat la música i es vol empaquetar la veu) o del doblatge (per exemple, se sent la versió original o el Sound track internacional-pista sense els diàlegs, però amb els sorolls, efectes sonors, músiques, etc.). En aquests casos és fonamental sincronitzar la reproducció del so amb la gravació de la nova pista.
Perquè pugui realitzar-se aquesta sincronització una o les dos caps gravadores han de poder ser commutades a la manera reproducció.
* Magnetòfon multipista: 4, 8, 16 o 24 pistes. Les pistes es numeren en ordre ascendent des de la vora superior de la cinta (pista 1) fins a la vora inferior.

### El magnetòfon multipista
Els gravadors multipista permet 4, 8, 16 o 24 pistes.
Les pistes es numeren en ordre ascendent des de la vora superior de la cinta (pista 1) fins a la vora inferior.
Depenent de les pistes a gravar es necessités un determinat tipus de cintes.
* L'estàndard d'ample per a un multipista de 4 pistes és de ½ polzada.
* L'estàndard d'ample per a un multipista de 8 pistes és d'1 polzada.
* L'estàndard d'ample per a un multipista de 16 pistes és de 2 polzades.
* L'estàndard d'ample per a un multipista de 24 pistes és de 2 polzades.
En les gravacions actuals gràcies als mesclador és s'utilitzen tot tipus de fonts, que són gravades en pistes independents.
Aquestes pistes seran barrejades al final del procés per aconseguir la còpia final. Les fonts poden ser instruments musicals, micròfons o també un altre tipus d'aparells i instrument musical electrònic: com els samplers, els sintetitzador és, guitarra elèctrica, etc.
Els diferents nivells de barreja i la introducció de determinats efectes de so permeten infinites possibilitats.
El magnetòfon multipista facilitava en gran manera elmuntatge sonor. Les diferents fonts sonores que han d'intervenir en un enregistrament s'envien a un mesclador on es realitza una pre-equalització, per ajustar tots els nivells.
Cal fer aquesta pre-equalització perquè els capçals poden patir desgastos per l'ús i altre tipus de problemes ...
Els ajustaments es realitzen en funció d'una corba estàndard que mostra la resposta en freqüència d'un capçal ideal (no té en compte ni l'estat del capçal ni el de la cinta). Hem d'ajustar la resposta en freqüència real, amb la qual mostra aquesta resposta en freqüència ideal.
Hi ha diverses corbes normalitzades. De fet, molts equips disposen d'un selector que permet triar l'estàndard segons els estàndards de les normes IEC/CCIR (estàndard europeu), NAB (estàndard americà) o Deutsches Institut für Normung (estàndard alemany).
Molts magnetòfons a més també tenen d'ajustaments d'equalització diferenciada en alta i baixa freqüència, per ajustar-se més fidelment a les diferents condicions del capçal, de la cinta, etc.
Una vegada que en el mesclador s'han ajustat els paràmetres i altres (efectes, balanç de canals, etc.), El senyal es grava en el multipista en grups de pistes simultànies (depenent de les pistes que permeti el magnetòfon multipista i de les fonts que intervinguin). P
Per assignar que font o fonts van a cada pista s'estableix un criteri de racionalitat, en funció del que es pretengui. Per exemple, en una gravació d'un petit grup pop podem enviar la guitarra i el baix a una corda, el vocalista solistes a una altra, unsamplera una altra, els cors a una altra i el grup de percussió teclat a una altra, etc. Tot dependrà del tècnic que faci la gravació i els criteris que el consideri oportuns.
A més, el multipista permetia realitzar petits inserits d'àudio (edició per insert) en qualsevol de les pistes. Aquests punts d'inserció s'utilitzaven per canviar el so gravat originalment per un altre, sense que es produïssin clics o distorsions. En definitiva, sense que es notés.
Un cop completat elprocés de gravació pista a pista (Laying down), es procedeix a fer la mescla final. Llavors, la sortida de cada pista és reconduïda fins a l'entrada del mesclador, de manera que cada pista es converteix en una font de so independent susceptible de ser modificada (de la mateixa manera que ho havien estat les fonts originals).
Com en la majoria d'ocasions, la barreja directa no obté el resultat idoni o que es buscava, les consoles de mescla incorporen sistemes automatitzats que memoritzen els processos i permeten introduir modificacions abans de fer la còpia final, sense haver de repetir tot el procés. Aquests sistemes automatitzats reben el nom defunció automàtica de repetició oposicionador automàtic (en anglès,autolocate).
En certes ocasions, es necessita sentir una determinada enregistrament realitzat en una de les pistes del màster, al temps, que es va a gravar en una altra pista d'aquest.
Posem el cas de la música (s'ha gravat la música i es vol empaquetar la veu) o del doblatge (per exemple, se sent la versió original o el Sound track internacional-pista sense els diàlegs, però amb els sorolls, efectes sonors, músiques, etc.).
En aquests casos és fonamental sincronitzar la reproducció del so amb la gravació de la nova pista. Perquè pugui realitzar-se aquesta sincronització, un o diversos caps gravadores han de poder ser commutades a la manera reproducció. En cas contrari, si utilitzéssim un capçal reproductor, sempre hi hauria un petit desfasament i, per ínfim que sigui, trencaria la sincronia.
Elssistema SEL SYNC són uns circuits electrònics d'enregistrament i reproducció que permeten que, mentre s'està gravant una pista, es reprodueixin altres. Ambdues funcions (gravació/reproducció) estan sincronitzades, el que significa que el cap reproductora i gravadora funcionen simultàniament.
La gravació multipista se segueix utilitzant, però no com ho hem descrit, sinó que es fa servir la informàtica. Això permet eliminar els passos intermedis, ja que tots els nivells de barreja són gestionats a través de programari MIDI i el so es pren directament de les fonts, a través dels ports MIDI.

### Multipista digital
L'era digital també ha arribat als magnetòfons multipista.
El primer magnetòfon multipista digital comercialitzat va ser elNagra-D. El Nagra-D va ser dissenyat per ser la contrapart digital dels magnetòfons de bobina oberta tradicionals. Era un equip professional destinat al mercat professional, que feia servir caps rotatòries com el R-DAT. El Nagra-D permetia gravar fins a 6 hores (360 minuts) d'àudio digital en un rodet de 18 cm.
Altres exemples de formats multipista digital són el DASH i el Prodigi.
Els magnetòfons multipista digitals utilitzen cintes més petites que els seus germans analògics de ¼ de polzada o de ½. Com la informació, mitjançant la conversió A/D, és traduïda al codi binari, les cintes requereixen un ample de pista inferior per contenir la mateixa quantitat d'informació.

## Velocitat de la cinta
Com més gran sigui la velocitat de la cinta, millor serà la qualitat de la gravació. Les velocitats de cinta lentes van resultar ser molt útils per aconseguir una bona autonomia d'enregistrament en casos en què la qualitat d'àudio no era un requisit previ.
- 15/16 d'una polzada per segon (en / s) o 2,38 cm / s: s'utilitza per a enregistraments molt llargs (per exemple, tota l'emissió d'una emissora de ràdio com a arxiu o en cas de queixes)
- 1⅞ en / tan 4.76 cm / s - normalment la menor velocitat de gravacions domèstiques, ideal per a enregistraments llargs de discursos
- 3¾ a 9,52 cm / s: oferia un bon compromís entre velocitat i durada
- 7½ en tan 19.05 cm / s - major velocitat per a la gravació de la llar i menor per a ús professional; va ser utilitzat per moltes emissores de ràdio per a còpies i anuncis
- 15 in / so 38.1 cm / s - enregistraments musicals professionals i emissió de ràdio
- 30 en / s o 76,2 cm / s: s'utilitza quan es requeria una resposta màxima als tons alts, per exemple, la majoria de gravacions de música clàssica

### Aspectes qualitatius
Les diferents velocitats a les quals es va poder gravar i reproduir la cinta es van correspondre, encara que amb les diferències necessàries, tant en la freqüència de mostreig com en la taxa de bits d'un mostreig digital, ja que van afectar significativament tant la resposta de freqüència com la dinàmica de l'enregistrament i la relació. relació senyal-soroll.

## Principals fabricants

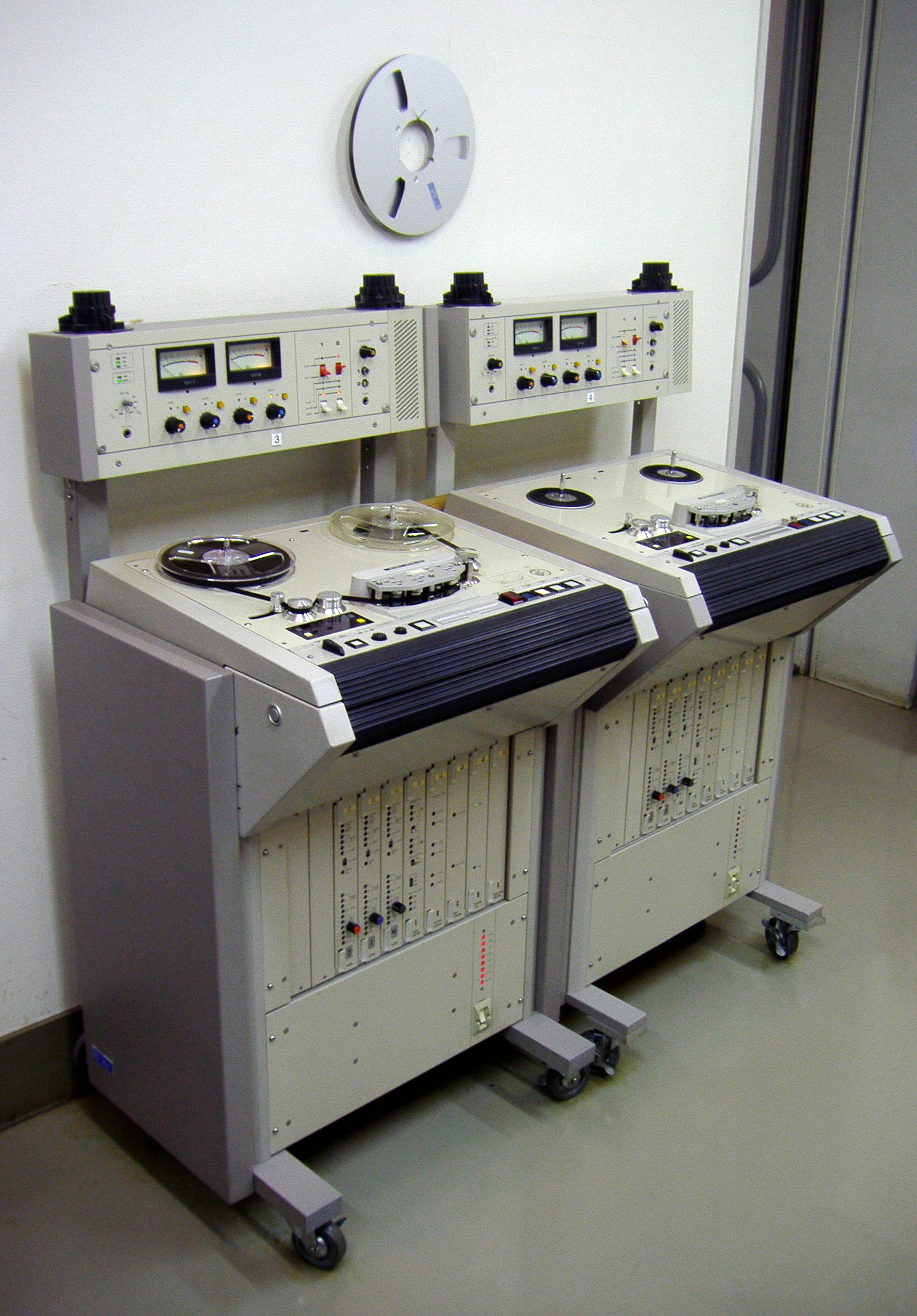
Una parella de registradors audio de bobina oberta,

- AEG
- Aiwa
- Akai
- Ampex
- Bosch
- Brenell
- Concord
- Corona
- Dokorder
- Ehrcorder
- EMI
- Electroacústica - Mirall de so
- Ferrografo
- FOSTEX
- Grundig
- Geloso
- Tapetronics internacional
- Leevers-Rich
- Lyrec
- Magnecord
- Marconiphone
- MCI
- Mitsubishi
- Nagra
- Nakamichi
- Norelco
- Otari
- Panasonic
- Philips
- Pioner
- RFT
- Radio Shack
- Reflectograph
- Revox
- RhoDex
- Roberts
- Sansui
- Sanyo
- Scotch/3M
- Scully
- Sony
- Stephens
- Stellavox
- Studer
- simfònic
- Tandberg
- Tascam
- TEAC
- Technics
- Telefunken
- UHER
- Vestax
- Viking
- Vilcox
- Vox of music
- Vortexion
- Webster-Chicago (Webcor)
- Wollensak